# Garra cambodgiensis
Garra cambodgiensis is een straalvinnige vissensoort uit de familie van de eigenlijke karpers (Cyprinidae). De wetenschappelijke naam van de soort is voor het eerst geldig gepubliceerd in 1883 door Tirant.

## Kenmerken
Garra cambodgiensis lijkt sterk op andere vissoorten die gangbaar zijn in de handel in aquariumvissen zoals Gyrinocheilus aymonieri, Crossocheilus oblongus en Epalzeorhynchos kalopterus.